# Tisamenus charestae
Tisamenus charestae ist eine Gespenstschrecken-Art, die auf der philippinischen Insel Luzon endemisch ist.

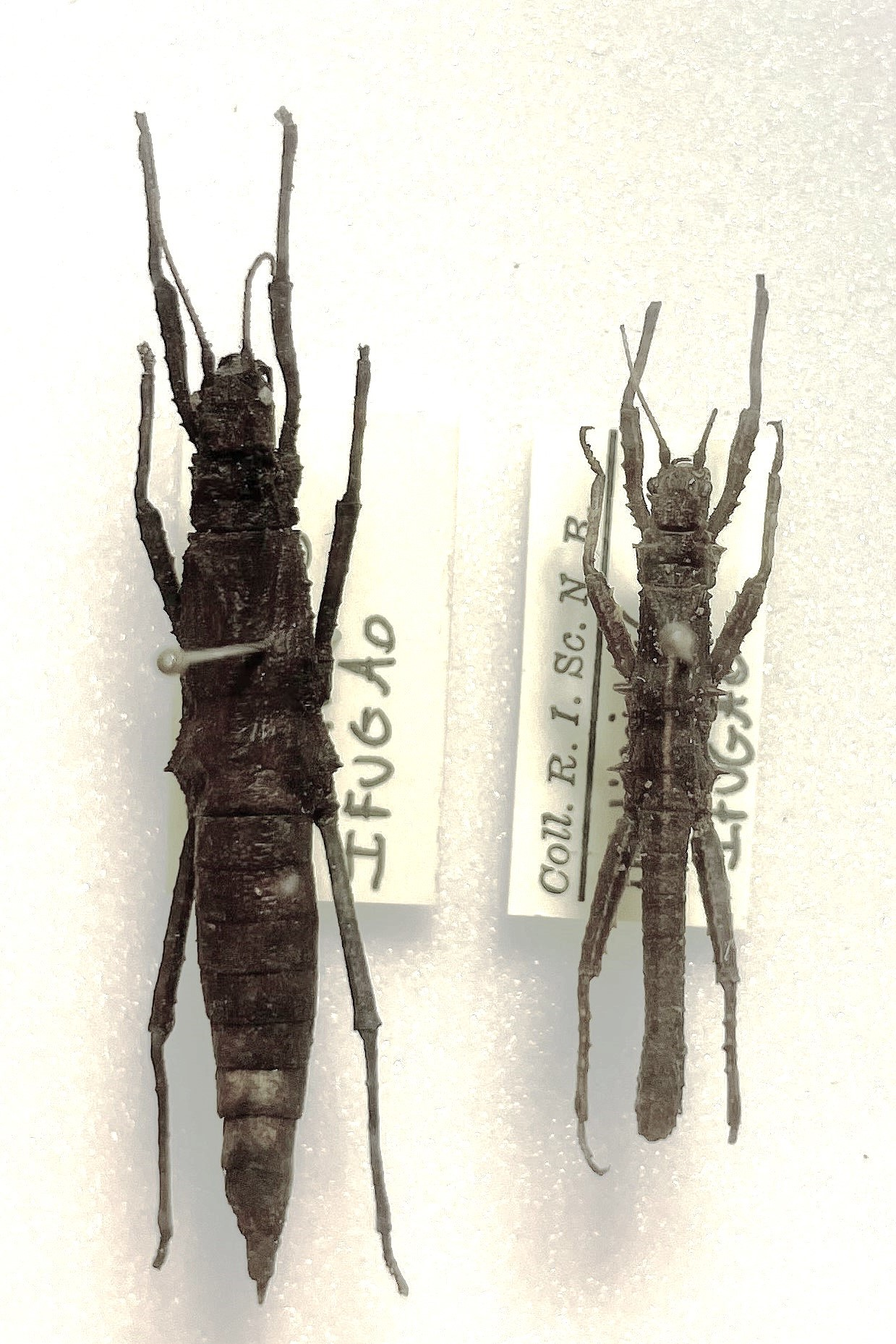
Paratypen aus der Sammlung des RBINS

## Merkmale
Tisamenus charestae ist eine vergleichsweise kleine, schlanke und wenig bestachelte Tisamenus-Art. Sie ähneln der etwas größeren und schlankeren Tisamenus polillo. Die Männchen von Tisamenus charestae haben stärkere und weniger spitze Stacheln oberhalb der Hüften (Supracoxalia) an den Pleuren des Meso- und Metathorax. Außerdem finden sich bei ihnen zwei große Stacheln von annähernd gleicher Größe auf dem vorderen Pronotum (Pronotalen). Bei Tisamenus polillo sind die Pronotalen dreistachlig, wobei die hinteren Stacheln kleiner werden. Männchen von Tisamenus charestae erreichen 29,6 bis 30,7 mm Länge. Die annähernd stachellosen Weibchen werden 38 bis 43 mm lang. Sie unterscheiden sich von denen von Tisamenus polillo durch die deutlich kürzeren, konischen und eher knollenförmigen als stacheligen Supracoxalia der Meso- und Metapleurae, die bei Tisamenus polillo eher stachlig sind. Auf den Terga eins bis vier des Abdomens befinden sich lediglich kleine, paarige Tuberkel und keine Stacheln wie bei Tisamenus polillo. Der als Subgenitalplatte bezeichnete, untere Anteil des Ovipositors überragt den oberen Anteil, das Epiprokt, um mehr als die Hälfte seiner Länge. Die Eier sind 3,3 mm lang, 3,1 mm breit und 1,9 mm hoch. Charakteristisch ist die kleine Mikropylarplatte, die mit 2,1 mm Länge nur etwa zwei Drittel der Kapsellänge erreicht. Die drei Fortsätze der Mikropylarplatte sind recht kurz und bilden, wie für die Gattung typisch, ein auf dem Kopf stehendes Y (Siehe auch Bau des Phasmideneies).

## Vorkommen
Die Art wurde bisher lediglich in der Provinz Ifugao im Norden Luzons gefunden, wo sie im Cordillera Central Gebirge auf 1750 m Höhe gesammelt wurde.

## Systematik
Die Art wurde als eine von sieben neuen Arten im Rahmen einer taxonomischen Revision der Gattung Tisamenus  beschrieben. Neben Frank H. Hennemann, dem Autor der Revision, ist auch Stéphane Le Tirant, der langjährigen Kurator der wissenschaftlichen Sammlung des Montreal Insektariums (IMQC), Mitautor der Erstbeschreibung. Der Artname ist Sonya Charest gewidmet, die über 30 Jahre lang die Bildungsabteilung des Montréal Insektarium leitete und eine langjährige Kollegin und Freundin Le Tirants war. Als Holotypus wurde ein Weibchen ausgewählt, welches wie ein männlicher und zwei weitere weibliche Paratypen am Montréal Insektarium hinterlegt ist. Alle drei Tiere wurden am 24. März 2021 am Cambulo Trail im Cordillera Central Gebirge auf 1750 m Höhe gefunden. Von diesem Fundort und -zeitpunkt stammen auch fast alle anderen Paratypen. Dies gilt für ein Pärchen, welches am Museum für Naturwissenschaften in Brüssel hinterlegt ist, sowie sieben Weibchen, zwei Männchen und ein Ei, die sich in Hennemanns Belegsammlung befinden. Lediglich ein Pärchen aus der Sammlung von Thies H. Büscher wurde von Thierry Heitzmann bereits 2014 gesammelt. Sein Fundort wird lediglich mit Ifugao angegeben.

## Terraristik
Heitzmann und Albert Kang sammelten im Oktober 2013 Tiere der Art. Der Niederländer Rob Krijns führte 2014 mit einem Pärchen der Art Zuchtversuche durch, die jedoch erfolglos blieben. Die Tiere wurden später in der Sammlung des Museum für Naturwissenschaften in Brüssel hinterlegt.